# سن رافائل (انتیوکیا)
سن رافائل (انگلیسی: San Rafael, Antioquia) نام شهری در کشور کلمبیا است.